# Friedrich von Arnoldi (General, 1818)
Friedrich Albert von Arnoldi (* 1. Mai 1818 in Reifenberg; † 27. März 1910 in Dillenburg) war ein preußischer Generalleutnant.

## Leben

### Herkunft
Friedrich war ein Sohn des gräflich wattbott-bassenheimschen Forstmeisters Gustav von Arnoldi (1786–1836) und dessen Ehefrau Margarethe, geborene Endres (1784–1869). Sein Großvater Johannes von Arnoldi war am 2. Juni 1803 durch Kaiser Franz II. in den erblichen Reichsadelsstand erhoben worden.

### Militärkarriere
Arnoldi besuchte das Pädagogium und von 1832 bis 1835 die nassauische Militärschule in Wiesbaden. Er wurde am 14. Oktober 1835 als Unteroffizier dem 2. Infanterie-Regiment der Nassauischen Armee überwiesen. Bis Mitte Februar 1842 avancierte er zum Oberleutnant, war von August 1842 bis Oktober 1844 zur Artillerieabteilung und anschließend als Kommandant der Kadetten der Militärschule in Wiesbaden kommandiert. 1848 nahm Arnoldi an der Niederschlagung der Badischen Revolution teil, stieg Mitte April 1849 zum Hauptmann auf und kam im selben Jahr während des Krieges gegen Dänemark bei Düppel ins Gefecht. Ende Januar 1857 folgte seine Versetzung als Referent in das Kriegsdepartement. Nach einer Kommandierung nach Wien zur Gewehrfabrik des Arsenals wurde Arnoldi am 30. April 1859 Major im Generalstab beim Oberkommando. Im Frühsommer 1861 nahm Arnoldi als Bevollmächtigter Nassaus an den Militärkonferenzen in Würzburg teil. Mit der Kommandierung zur Führung des I. Bataillons im 2. Infanterie-Regiment kehrte er am 1. Juni 1864 in den Truppendienst zurück und wurde unter Beförderung zum Oberstleutnant am 7. Februar 7. Februar 1865 zum Regimentskommandeur ernannt. In dieser Stellung nahm Arnoldi 1866 während des Krieges gegen Preußen als Oberst an den Gefechten bei Tauberbischofsheim, Gerchsheim und Würzburg teil.
Nach dem Friedensschluss und der Annexion Nassaus wurde Arnoldi am 10. November 1866 in die Preußische Armee übernommen und als Oberst mit seinem Patent dem Niederrheinischen Füsilier-Regiment Nr. 39 aggregiert. Am 11. April 1867 kommandierte man ihn zunächst zur Führung des Ostpreußischen Füsilier-Regiments Nr. 33 in Köln und ernannte ihn am 8. August 1867 zum Regimentskommandeur. Für die Dauer der Mobilmachung anlässlich des Krieges gegen Frankreich war Arnoldi 1870/71 Kommandeur der 3. Landwehr-Brigade. Er nahm an den Belagerungen von Metz und Mezières teil und hatte Anfang November 1870 das Kommando über eine Expedition in die Argonnen. Ausgezeichnet mit dem Eisernen Kreuz II. Klasse, wurde Arnoldi am Tag der Kaiserproklamation in Versailles zum Generalmajor befördert.
Nach dem Vorfrieden von Versailles wurde er am 4. April 1871 zu den Offizieren von der Armee versetzt und am 3. Juni 1871 als Kommandeur der 5. Infanterie-Brigade nach Stettin versetzt. In dieser Stellung erhielt er anlässlich des Ordensfestes im Januar 1875 den Roten Adlerorden II. Klasse mit Eichenlaub. Aus gesundheitlichen Gründen nahm er seinen Abschied und wurde am 6. Juli 1875 unter Verleihung des Charakters als Generalleutnant mit Pension zur Disposition gestellt. Am 13. August 1897 würdigte ihn sein ehemaliger Landesherr, Großherzog Adolph von Luxemburg, durch die Verleihung des Großkreuzes des Militär- und Zivildienst-Ordens Adolphs von Nassau.

### Familie
Arnoldi verheiratete sich am 2. Oktober 1845 in Biebrich mit Wilhelmine Fischer (1818–1898). Aus der Ehe gingen folgende Kinder hervor:
- Gustav (1846–1897), preußischer Hauptmann, ⚭ Annie Moir (* 1855)
- Elisabeth (* 1847) ⚭ Otto Cruse († 1879), preußischer Hauptmann
- Friedrich (1849–1907), preußischer Generalleutnant, ⚭ Bertha Hagen (* 1860)
- Karoline (* 1852)